# Korporacja międzynarodowa
Korporacja międzynarodowa, także korporacja transnarodowa – ponadnarodowe przedsiębiorstwo prowadzące działalność gospodarczą w przynajmniej dwóch państwach, tworzące zintegrowany, międzynarodowy i oparty na wspólnej strategii system powiązań gospodarczych. 

## Opis
Przedsiębiorstwo takie ma zwykle wielomiliardowy potencjał finansowy o rozproszonej i anonimowej własności; prowadzi działalność gospodarczą na drodze tworzenia w państwach, w których jest obecne, zagranicznych filii. Według szacunków Konferencji Narodów Zjednoczonych ds. Handlu i Rozwoju, do 2000 roku ok. 60 tys. korporacji transnarodowych miało ok. 800 tys. zagranicznych filii.
Ze względu na powyższe cechy, korporacje międzynarodowe korzystają z uprzywilejowanej pozycji mogąc przenosić swoje zakłady tam, gdzie znajdują tanią siłę roboczą, niskie podatki lub możliwości uzyskania innej przewagi konkurencyjnej. Mogą wpływać na proces tworzenia prawa, osoby i instytucje. Z jednej strony są w stanie oferować dobra i usługi po konkurencyjnych cenach, a z drugiej, gdy konkurencji już nie ma, mogą stosować praktyki monopolistyczne. Przez operacje finansowe na rynkach całego świata mogą powodować kryzysy gospodarcze, walutowe, handlowe na skalę globalną. Korporacje międzynarodowe stać na zatrudnienie najlepiej wykwalifikowanych fachowców od public relations, aby kreować swój pozytywny wizerunek w oczach konsumentów. Poprzez wywieranie wpływu na media masowe i przy ich pomocy, kreują nowe potrzeby, modele konsumpcji, styl życia, a nawet zachowania społeczne i preferencje polityczne.

## Cechy korporacji transnarodowych
- suwerenność – niezależność od interesów państw
- złożoność – działalność prowadzona w posiadanym majątku produkcyjnym, jak i w niezależnych przedsiębiorstwach po zawarciu z nimi porozumień
- rozproszenie geograficzne – otwieranie filii na całym świecie
- specjalizacja – podejmowanie przez filie ściśle określonych działalności
- zdolność arbitrażowania – dokonywanie transakcji w ramach własnych struktur organizacyjnych
- elastyczność organizowania – zmieniające się sposoby angażowania zasobów oraz przesunięcia w rozdziale zadań i koordynacji ich realizacji
- globalna efektywność – obniżenie kosztów netto w całym systemie korporacyjnym, ale niekoniecznie we wszystkich jednostkach organizacyjnych w danym czasie
- zdolność integrowania – oznacza ścisłe powierzanie i koordynowanie działalności organizacyjnych poprzez wzajemny przepływ informacji

## Funkcje korporacji w gospodarce światowej
- przemieszczanie zasobów i zdolności produkcyjno-handlowych
- pobudzanie wzrostu i efektywności gospodarczej
- stymulowanie restrukturyzacji przez przejęcia i fuzje
- aktywizowanie lokalnych zasobów i konkurencji na rynku
- transmitowanie nowych metod i wzorców; technologii
- wyrównywanie warunków działania
- integrowanie działalności przedsiębiorstw i gospodarki
- wpływanie korporacji na procesy i dziedziny jakie zachodzą w gospodarce światowej